# Emilio Usiglio
Emilio Usiglio (8. ledna 1841 Parma – 7. července 1910 Milán) byl italský dirigent a hudební skladatel.

## Život
Narodil se v Parmě a základní hudební získal ve svém rodném městě. Jeho prvními učiteli byli Giuseppe Barbacini a Giovanni Gaetano Rossi. Ve studiu pak pokračoval v Pise u Carlo Romaniho a ve Florencii u Teodula Mabelliniho.
Svou operní dráhu zahájil ve věku dvaceti let úspěšnou premiérou opery La locandiera v Teatro Vittorio Emanuele v Turínu. Komponoval vesměs komické opery (opera buffa). V roce 1870 zkomponoval operu La scommessa pro Lellu Ricci, neteř české zpěvačky Terezy Stlzové. Jeho nejúspěšnějším dílem se stala komedie Le donne curiose podle divadelní hry Carla Goldoniho uvedená v roce 1879 v Madridu.
Jako dirigent řídil v roce 1875 premiéru nové verze Boitovy opery Mefistofele a v roce 1877 dirigoval v Neapoli italskou premiéru opery Carmen George Bizeta. V roce 1897 odešel do důchodu, převážně z důvodu narůstajícího alkoholismu.
Zemřel 7. července 1910 v Miláně. Jeho ženou byla zpěvačka Clementina Brusa (1845–1910).

## Dílo

### Opery
- La locandiera (libreto Giuseppe Barilli, Turín, Teatro Vittorio Emanuele, 1861)
- Un'eredità in Corsica (libreto Raffaello Berninzone, Milán, Teatro di Santa Radegonda, 1864)
- Le educande di Sorrento o La figlia del generale (libreto Raffaello Berninzone, Florencie, Teatro Alfieri, 1868)
- La scommessa, libreto Benedetto Prado (Florencie, Teatro Principe Umberto, 1870)
- La secchia rapita, pasticcio (libreto Angelo Anelli, Florencie, Teatro Goldoni, 1872)
- Le donne curiose (libreto Angelo Zanardini, Madrid, Teatro Real, 1879)
- Le nozze in prigione (libreto Angelo Zanardini, Milán, Teatro Manzoni, 1881)
- La guardia notturna ossia La notte di San Silvestro (libreto Raffaello Berninzone, neprovedeno)
- I fratelli di Lara (neprovedeno)

### Balet
- Atabalipa degli Incas o Pizzarro alla scoperta delle Indie (Florencie, Teatro Nazionale, 1866)

### Další skladby
- Rimembranze dell'Arno, album písní věnovaných Giovanni Pacinimu
- Allora... e adesso, stornello
- Lamento d'oltre tomba pro zpěv a klavír
- Su marinar, barcarola pro zpěv a klavír